# Polikarpov I-185
Il Polikarpov I-185 (in russo Поликарпов И-185?) era un aereo da caccia monomotore, monoplano ad ala bassa, progettato dall'OKB 84 diretto da Nikolaj Nikolaevič Polikarpov, sviluppato in Unione Sovietica nei primi anni quaranta e rimasto allo stadio di prototipo.
Evoluzione del precedente I-180, benché in grado di esprimere prestazioni riferite superiori agli altri caccia sovietici sviluppati nel periodo, il suo programma slittò, fino alla definitiva cancellazione, a causa dell'indisponibilità di motori affidabili con cui equipaggiarlo oppure perché gli stessi furono destinati ad equipaggiare altri velivoli nel frattempo entrati in produzione.

## Storia del progetto
Il progetto dell'I-185 prese avvio nel 1939 (con il numero di "progetto 62"), riprendendo in linea di massima il lavoro già svolto sul precedente I-180. Obiettivo del progettista era di intervenire sul valore del carico alare del velivolo, sia grazie ad un diverso disegno dell'ala, sia grazie alla maggiore potenza disponibile con l'impiego del nuovo motore radiale a diciotto cilindri Nazarov M-90, che si prevedeva capace di erogare 2 000 hp di potenza.
Per massimizzare le prestazioni e migliorare il raffreddamento del motore, Polikarpov aveva disegnato un nuovo cofano motore estremamente aderente che includeva un'elica intubata: l'aria dopo aver raffreddato i cilindri veniva espulsa attraverso le alette aerodinamiche generando un supplemento di spinta.
Nel mese di maggio del 1940 il primo prototipo dell'I-185 era pronto ma sia le prove al banco che i primi rullaggi evidenziarono che le attese circa la potenza del motore M-90 erano estremamente ottimistiche.
Venne presa la decisione di installare il motore Shvetsov M-81, ancora una volta in fase sperimentale: la sua potenza, prevista in 1 200 hp, consentì di svolgere solamente un breve volo di prova l'11 gennaio del 1941. Nel frattempo era stato realizzato un secondo prototipo dell'I-185 equipaggiato con il nuovo M-82 da 1 700 hp, che presentava minor ingombro aerodinamico frontale, riducendo la resistenza dell'aereo a favore della sua velocità massima; le prove su questo nuovo prototipo ebbero inizio nel maggio del 1941. Grazie alle minori dimensioni dell'unità motrice, Polikarpov mise particolare cura nel trovare alloggiamento per tre cannoni ShVAK, calibro 20 mm all'interno della cappottatura del motore, per garantire al proprio caccia un adeguato volume di fuoco.
Nel frattempo, un paio di mesi prima, aveva visto la luce una terza variante dell'I-185, questa volta destinata ad alloggiare il motore Shvetsov M-71 con il quale, dopo le prime positive sperimentazioni in volo, venne riequipaggiato anche il primo prototipo.
A causa dell'invasione tedesca, lo studio di progettazione di Polikarpov e l'impianto produttivo "GAZ 51" furono trasferiti a Novosibirsk ed i test subirono ben presto un ulteriore ritardo. In ogni caso gli esemplari con il motore M-71 furono destinati alle prove in volo mentre l'aereo con il motore M-82 fu impiegato per le prove di tiro. I buoni risultati riscontrati nel corso di queste ultime portarono le autorità sovietiche ad obbligare Polikarpov a trasferire i disegni dell'installazione del motore e dei cannoni anche agli OKB diretti dagli ingegneri Artëm Ivanovič Mikojan e Michail Iosifovič Gurevič, Semën Alekseevič Lavočkin e Aleksandr Sergeevič Jakovlev, accelerando di fatto lo sviluppo dei rispettivi progetti, in particolare quello del caccia Lavochkin La-5.
Sulla base dei riscontri delle prove di volo svolte presso il "NII VVS KA" , le prestazioni dell'I-185 con il motore M-71 risultavano migliori rispetto a quelle di tutti i velivoli con i quali era stato possibile compararlo, fossero di produzione sovietica (LaGG-3, MiG-3, Yak-7B), alleata (Airacobra, Spitfire) o nemica (Bf 109F, He 100).
Nella primavera del 1941 fu dato inizio alle procedure per la produzione in serie dell'I-185 "M-71" con la costruzione di un esemplare di "pre-serie"; questo esemplare fu dotato di una nuova cappottatura del motore che ne riduceva ulteriormente la resistenza aerodinamica e, tra giugno ed ottobre, fu sottoposto ad una serie di prove di volo prima del trasferimento, in novembre, al "NII VVS KA" per le prove ufficiali. Negli stessi giorni i primi tre prototipi dell'I-185 furono assegnati al 728º reggimento aereo da caccia.
Le prove sull'esemplare di preserie evidenziarono considerevoli problemi di affidabilità del motore M-71 che sfociarono nella perdita sia del velivolo di preserie, il 27 gennaio del 1943, sia del primo prototipo, il successivo 5 aprile. In uno di questi due incidenti, le fonti non sono concordi tra loro, trovò la morte il pilota collaudatore Vasilij Andreevič Stepančonok.
Le autorità sovietiche decisero di attribuire la precedenza sulle forniture del motore M-82 al nuovo Lavochkin La-5 e per l'I-185 non c'era alternativa: benché fossero state studiate due nuove varianti, denominate rispettivamente I-187 e I-188, il suo progetto venne definitivamente abbandonato nella primavera del 1943, malgrado le proteste di Polikarpov.
L'I-185 fu tra i progetti che valsero al giovane ingegnere russo la seconda assegnazione del Premio Stalin nel 1943, un anno prima della sua morte, avvenuta nel luglio del 1944 dopo aver dato vita all'ultimo suo progetto per un aereo da caccia, il Polikarpov ITP.

## Tecnica

### Cellula
Discendente in linea diretta, tramite l'I-180, dal caccia I-16 anche il nuovo progetto di Polikarpov era caratterizzato dalla struttura monoscocca in legno "multistrato" della fusoliera che integrava l'elemento verticale dell'impennaggio.
L'abitacolo era di tipo chiuso con cupolino vetrato scorrevole verso il posteriore ed era sistemato in posizione arretrata rispetto al centro della fusoliera.
L'ala era ancora più piccola, in lunghezza e superficie, rispetto a quella dell'I-180, ed utilizzava un profilo dallo spessore estremamente sottile, con valori di poco superiori a quelli del britannico Spitfire (all'epoca il caccia ad impiegare il profilo alare più sottile in assoluto). La struttura dell'ala era interamente metallica, con doppio longherone e rivestimento lavorante in duralluminio. Sui bordi d'entrata erano presenti slat attuati da un sistema pneumatico, mentre su quello d'uscita vi erano alettoni divisi in quattro sezioni e rivestiti in tela.
Il carrello d'atterraggio era di tipo classico e retrattile: i due elementi principali, imperniati sul ventre alare in posizione non distante dalla radice, erano monoruota e rientravano con movimento rettilineo verso il centro della fusoliera. In coda era presente un ruotino d'appoggio, retrattile, il cui movimento poteva essere bloccato (in genere per la fase di decollo).

### Motore
Lo sviluppo dell'I-185 fu particolarmente condizionato dalla necessità di reperire un motore sufficientemente potente ed altrettanto affidabile. Inizialmente la scelta cadde, in modo rivelatosi ottimistico, sul radiale a diciotto cilindri Nazarov M-90 allora in via di realizzazione dal quale si sperava di ottenere 2 000 hp di potenza.
Quando, nel maggio del 1940, divenne evidente che l'M-90 non sarebbe stato disponibile per tempo la prima alternativa venne individuata in un altro motore radiale in fase sperimentale, lo Shvetsov M-81 ma i suoi 1 200 hp si rivelarono inadeguati per fornire le prestazioni richieste (e, inoltre, il suo sviluppo venne presto abbandonato).
La prima soluzione soddisfacente fu rappresentata dal quattordici cilindri, sempre radiale, Shvetsov M-82A che si dimostrò in grado di sviluppare 1 700 hp con un buon grado di affidabilità.
Infine, utilizzato su due prototipi e sull'esemplare di pre-serie, la scelta definitiva parve ricadere sul diciotto cilindri Shvetsov M-71 la cui potenza raggiunse effettivamente i 2 000 hp ricercati fin dal principio. Caratterizzato dalla disposizione angolata di 2,5 cm rispetto all'asse longitudinale dell'aereo, quest'ultimo motore avrebbe dovuto equipaggiare i velivoli di serie, ma alla fine si rivelò l'anello debole del progetto ed i suoi problemi di affidabilità portarono al definitivo abbandono del programma relativo al nuovo caccia di Polikarpov.

### Armamento
In linea con la sua derivazione dall'I-180, anche l'I-185 nacque dotato di armamento costituito da quattro mitragliatrici: due ShKAS calibro 7,62 mm in fusoliera e due Berezin UB calibro 12,7 mm nelle semiali, tutte sincronizzate per sparare attraverso il disco dell'elica. L'impiego del motore M-82, di ingombro ridotto rispetto ai motori precedentemente utilizzati, consentì a Nikolaj Polikarpov di studiare la disposizione, rivelatasi particolarmente efficace, di tre cannoni ShVAK calibro 20 mm, camerati per l'impiego di munizioni 20 × 99 mm R.
Nelle varie ipotesi fatte circa le possibilità di dotare l'aereo di armamenti offensivi, nel corso del programma di sviluppo vennero considerate bombe fino ad un massimo di 500 kg oppure otto razzi non guidati del tipo RS-82 in ganci subalari.

## Varianti
I dati sulle versioni sono tratti da "Polikarpov's I-16 Fighter: its Forerunners and Progeny" se non indicato diversamente.
I-185 M-90
denominazione assegnata al primo prototipo dell'I-185, dotato di motore M-90, 18 cilindri raffreddato ad aria da 1 750 hp. Cellula rimasta orfana del motore in quanto al momento della sua costruzione l'M-90 non aveva ancora completato i test preliminari.
I-185 M-81
nuova designazione attribuita al primo prototipo, riequipaggiato con motore M-81; con questo motore si ebbe il primo, breve, volo dell'I-185 l'11 gennaio del 1941.
I-185-M82A
designazione relativa al secondo dei prototipi equipaggiato con motore di serie Shvetsov M-82 da 1 700 hp; volò per la prima volta nel maggio del 1941. Superate le prove di valutazione, venne sperimentato anche in operazioni di guerra a partire dal mese di novembre del 1942.
I-185 M-71
fu la denominazione assegnata al terzo prototipo, estesa in un secondo momento anche al primo dei tre;  equipaggiata con un motore Shvetsov M-71 sperimentale da 2 000 hp (sostanzialmente un M-62 "raddoppiato", con i cilindri disposti a doppia stella). Fu portato in volo per la prima volta nella primavera del 1941 ma i suoi test subirono presto un'interruzione a causa dell'invasione tedesca.
I-185 M-71 "Эталон" ("Standard")
si trattava della denominazione attribuita al quarto esemplare, che avrebbe dovuto fungere da "standard" produttivo; andò distrutto nel gennaio del 1943 durante un test di volo. Secondo alcuni storici, la sua designazione per la produzione in serie sarebbe divenuta "I-186".
I-187
versione rimasta allo stato progettuale, sarebbe stata equipaggiata con motore M-71F da 2 000 hp ed armata con quattro cannoni (due nel muso, due nelle ali al di fuori del disco dell'elica) e sarebbe stata in grado di alloggiare al di sotto delle semiali otto razzi non guidati RS-82.
I-188
ancora una variante che non lasciò il foglio da disegno; si trattava di una riproposizione del progetto precedente equipaggiata con motore M-90, più leggero e potente dell'M-71F.

## Utilizzatori
Unione Sovietica
- Voenno-vozdušnye sily

utilizzato solo per prove comparative.

### Annotazioni
1. ↑  La sigla "GAZ", dal russo "Государственный Авиационный Завод" e traslitterato in "Gosudarstvenn'ij Aviatsionn’ij Zavod", indica un impianto statale di produzioni aeronautiche.
2. ↑  La lettera "I" venne utilizzata dall'aviazione sovietica per indicare un aereo da caccia: iniziale della parola russa "Истребитель" traslitterata Istrebitelʹ, letteralmente "combattente"
3. ↑  All'inizio degli anni trenta, uno dei più famosi studi relativo al principio dell'elica intubata fu realizzato in Italia con lo Stipa-Caproni.
4. ↑  "Naučno-Issledovatel'skij Institut Voenno-Vozdušnyh Sil Krasnoj Armii", in russo Научно-Исследовательский Институт Военно-Воздушных Сил Красной Армии?, "Istituto di ricerca dell'aeronautica militare dell'Armata Rossa".
5. ↑  Erano all'epoca in produzione rispettivamente le varianti "P-39D" e "Mk.V" anche se quest'ultima giunse in Unione Sovietica solo nel 1943.
6. ↑  Quest'ultimo per altro mai entrato in servizio operativo con la Luftwaffe.
7. ↑  La ridotta apertura alare e il relativamente ampio diametro dell'elica facevano ricadere anche le mitragliatrici alari all'interno di quest'ultimo, per quanto sia cosa inconsueta.

### Fonti
1. ↑  Šavrov 1988.
2. ↑  Maslov 2003.
3. 1 2  Gordon e Khazanov, 1998, p. 111.
4. 1 2 3 4  Gordon e Dexter, 2002, p. 94.
5. ↑  Abanshin, 1994, p. 54.
6. 1 2 3 4 5 6 7 8 9 10 11 12 13 14  Gordon e Dexter, 2002, p. 95.
7. 1 2 3 4 5 6  Gordon e Khazanov, 1998, p. 112.
8. 1 2 3 4  Gordon e Dexter, 2002, p. 96.
9. 1 2 3 4 5  Gordon e Khazanov, 1998, p. 114.
10. ↑  Gordon e Dexter, 2002, p. 100.
11. ↑  Gordon e Khazanov, 1998, p. 115.
12. 1 2  Gordon e Dexter, 2002, p. 101.
13. ↑  Abanshin, 1994, p. 58.
14. ↑  Gordon e Dexter, 2002, pp. 92-103.

### Pubblicazioni
- Yu. A. Guglya (Ю.А. Гугля), V.P. Ivanov (В.П. Иванов), Роковой И-180, in Aerohobbi, n. 1/94, 1994.